# China State Construction Engineering
China State Construction Engineering Corporation (CSCEC) — провідна будівельна компанія Китаю і один з найбільших будівельних підрядників у світі. Заснована в 1957 році, штаб-квартира розташована в Пекіні. Основна діяльність зосереджена на зведенні житлових, офісних, готельних, спортивних, освітніх, медичних та промислових будівель, виставкових та конференц-центрів, інфраструктурних об'єктів (в тому числі аеропортів, доріг, мостів, гребель і вентиляційних систем), інвестиціях і управлінні нерухомістю; значну частку обороту складають міжнародні контракти.
Найбільшим активом компанії є China State Construction Engineering Corporation Limited, акції якої котируються на Шанхайській фондовій біржі. Станом на 2019 рік виручка CSCECL становила 178,8 млрд дол., прибуток — 5,8 млрд дол., активи — 271,4 млрд дол., Ринкова вартість — 41 млрд дол., В компанії працювало 302,8 тис. співробітників.
На міжнародному ринку China State Construction Engineering Corporation найбільш активна в Алжирі, Тунісі, Єгипті, Ефіопії, Ботсвані, Катарі, Бахрейні, ОАЕ, Саудівської Аравії, Кувейті, Іраку, Пакистані, Бангладеш, Сінгапурі, Малайзії, Таїланді, Камбоджі, В'єтнамі, Росії, США, Канаді, Аргентині, Чилі, на Філіппінах, Багамах і Барбадосі.

## Історія
China State Construction Engineering була заснована в 1957 році як державне підприємство. В кінці 1970-х років компанія отримала свої перші іноземні контракти на Близькому Сході, в середині 1980-х років вийшла на ринок США.
У 2007 році була заснована дочірня компанія China State Construction Engineering Corporation Limited, яка в 2009 році успішно вийшла на Шанхайську фондову біржу (це було найбільше в світі IPO того року). У 2011 році China State Construction Engineering побудувала на Багамах курортний гральний комплекс Baha Mar Resorts, який став найбільшим проектом компанії за межами Китаю. У 2012 році China State Construction Engineering придбала гонконгівську компанію Far East Global Group, яка незабаром була перейменована в China State Construction Development Holdings.

## Структура
Основні дочірні та афілійовані компанії:
- China State Construction Engineering Corporation Limited
- China Overseas Holdings Limited
- China State Construction International Holdings Limited
- China State Construction Development Holdings Limited

- China Overseas Land and Investment
- China Overseas Property Holdings
- China Overseas Insurance
- China Overseas Supervision Company
- Xun An Engineering Company
- Netfortune Engineering
- Far East Aluminium Works Company
- Far East Facade Manufacturing
- Treasure Construction Engineering
- China West Construction
- Everbright Securities Company
- Beijing Architectural Design institute
- Gamma North America Incorporation
- China Construction America[13]

## Акціонери
Найбільшими акціонерами China State Construction Engineering Corporation є SASAC (57,6%), Dajia Life Insurance (11,3%), Anbang Insurance Group (3,43%), China Securities Finance (3,06%) і China Investment Corporation ( 1,45%).